# 국가독재
국가독재(포르투갈어: Ditadura Nacional [ditɐˈðuɾɐ nɐsiuˈnaɫ][*])는 1926년 5월 28일 쿠데타로 포르투갈 제1공화국이 무너진 뒤, 일련의 혼란기인 군사독재(포르투갈어: Ditadura Militar)를 거쳐 1928년 오스카르 카르모나가 대통령으로 선출되고 1933년 입헌으로 포르투갈 제2공화국이 세워질 때까지의 헌정공백기를 말한다. 헌법은 입헌되지 않았으나 국가독재 기간을 제2공화국의 "신국가" 독재체제와 함께 제2공화국으로 보기도 한다. 이 기간에 국호도 포르투갈 민주 공화국에서 포르투갈 공화국으로 변경하였고 제2공화국의 입헌때 공식 명문화되었다.